# 迈加尼西翁岛
迈加尼西翁岛（希臘語：Μεγανήσι）是希臘的島嶼，位於伊奥尼亚海，距離萊夫卡斯島800米，長11公里、寬6公里，面積20平方公里，最高點海拔高度301米，2021年人口数量为926人（整个市镇人口数量）。行政上该岛隶属于伊奧尼亞群島大區莱夫卡斯专区的迈加尼西翁市镇。除本岛外，该市镇还包括周边几个小岛。